# Радова, Евдокия Владимировна
Евдокия Владимировна Радова (14.03.1924 — 1997) — свинарка племенного завода «Мухинский» Зуевского района Кировской области. Герой Социалистического Труда.

## Биография
Родилась 14 марта 1924 года на территории Волынского воеводства Польши (с 1939 года — Ровенская область Украинской ССР, ныне — Ровненская область Украины). Украинка.
В 1940-х годах семья переехала в посёлок Октябрьский Зуевского района Кировской области.
В 1948 году начала работать помощницей свинарки на свиноферме совхоза имени Я. А. Яковлева неподалёку от своего дома. Через год хозяйство было преобразовано в племсвиносовхоз «Мухинский», а в 1959 году — в госплемзавод.
В 1958 году стала старшей свинаркой, мастером животноводства первого класса. Активно участвовала в занятиях по зоотехнии, совещаниях по обмену передовым опытом.
Так как племзавод «Мухинский» был одним из ведущих хозяйств области по разведению и совершенствованию уржумской породы свиней, то передовая свинарка Е. В. Радова постоянно стремилась улучшать качественный состав стада. Работа шла в содружестве с учёными Всесоюзного научно-исследовательского института животноводства под руководством профессора Д. И. Груздева, дважды в год приезжавшими и дававшими советы по правильному отбору и выращиванию молодняка. Таким образом на базе совхоза «Буйский» Уржумского района была создана порода свиней, которая характеризовалась большой выносливостью, хорошей приспособляемостью к местным условиям. Свинарки же племзавода «Мухинский», и в их числе Е. В. Радова, работали над дальнейшим улучшением качеств уржумской породы.
Евдокия Владимировна отличалась небывалой точностью в соблюдении распорядка дня. Она старательно готовила свинарник к опоросу: дезинфицировала, мыла, облучала помещение ультрафиолетовыми лампами. Чтобы предупредить заболевания поросят, тщательно следила за рационом и соблюдением санитарно-гигиенических норм. Применяя новое, передовое, она добивалась высоких показателей. Так, треть выращенных ею поросят племзавод реализовал по категориям «элита» и «первый класс».
Средний отъёмный вес поросят превышал 21 килограмм. Молодняк поставляли в десятки областей страны.
Указом Президиума Верховного Совета СССР от 22 марта 1966 года за достигнутые успехи в развитии животноводства, увеличении производства и заготовок мяса и другой продукции Радовой Евдокии Владимировне присвоено звание Героя Социалистического Труда с вручением ордена Ленина и золотой медали «Серп и Молот».
Постоянная участница ВДНХ СССР, занесена в Книгу почёта хозяйства.
Проживала в посёлке Октябрьский Зуевского района Кировской области. Умерла в 1997 году. Похоронена в Зуевском районе.

## Награды
- Золотая медаль «Серп и Молот» (22.03.1966);
- Орден Ленина (22.03.1966).
- Медаль «За трудовую доблесть»
- Медаль «В ознаменование 100-летия со дня рождения Владимира Ильича Ленина» (6 апреля 1970)
- Медали ВДНХ СССР
- и другими

## Память
- В 2016 году на Аллее Славы районного центра города Зуевка установлен портрет Героя.
- В 1973 году бюро Кировского обкома ВЛКСМ учредило приз имени знатной свинарки племзавода «Мухинский» Зуевского района Героя Социалистического Труда Е. В. Радовой, который ежеквартально вручался победителю соревнования в отрасли, а по итогам года оставлялся на вечное хранение.